# شاناز إبراهيم أحمد
شاناز إبراهيم أحمد (بالكردية: شاناز ئیبراهیم ئەحمەد)‏ (1954 - ) سياسية عراقية كردية، وكاتبة، وعضو الاتحاد الوطني الكردستاني، وزوجة رئيس الجمهورية العراقي عبد اللطيف رشيد. تتحدث الكردية، والعربية، والفارسية والإنجليزية، وهي ابنة الكاتب والروائي والسياسي الكردي إبراهيم أحمد، وشقيقة عقيلة رئيس الجمهورية الأسبق جلال طالباني.

## النشأة
وُلدت في محلة صابونكران عام 1954 في محافظة السليمانية، ولها ابنان، آسوز، ولد سنة 1982، وزاكروس، ولد سنة 1988، وبنت واحدة، اسمها سارة، ولدت سنة 1987.